# Скромные люди
«Скро́мные лю́ди», или скро́мники (англ. plain people, букв. простые люди) — христианские группы, характеризующиеся определённым «уходом от мира», простотой жизни, скромностью, скромной одеждой.
Обычаи скромников включают в себя скромную одежду, обычно одноцветную, тёмных тонов; храмы без роскошного убранства, с простыми интерьером и экстерьером — либо отсутствие храмов вообще; утилитарный взгляд на технологию, сходный с «принципом предосторожности»: неизвестного, непроверенного нужно избегать, но главное — практический результат и то, как выглядит этот результат в глазах Бога.

## Современное состояние
Скромный образ жизни ведут:
- амиши;
- некоторые конфессии меннонитов: меннониты старого обряда[англ.], консервативные меннониты[англ.], меннониты Хортицкой волости;
- братство германских старобаптистов[англ.]
- гуттериты[1];
- речное братство старого обряда[англ.]

Одно время к ним относились также квакеры, «Братья во Христе» (BIC), шейкеры, данкеры из «Церкви собратьев» и моравская церковь. Небольшое количество квакеров продолжает носить скромную одежду и сейчас.
По вопросу использования современных технологий, не упомянутых в священных текстах, скромные люди полагаются на мнение руководителей церкви До какой степени нужно следовать этому принципу — определяется в разных конгрегациях по-разному. Но, в основном, амиши считают, что меннониты недостаточно стараются отделить себя от мира.

## Происхождение
Движение меннонитов было реформаторским движением анабаптистского происхождения, и основано на учении Менно Симонса (1496—1561) и «Дордрехтской конфессии веры» 1632 года. Движение амишей было, в свою очередь, реформаторским движением внутри меннонитского движения, и основывалось на учении Якоба Аммана, который чувствовал, что недостаток религиозной дисциплины у меннонитов вызван их попытками избежать преследований. Амман доказывал, что Библия (Рим 12:2-13:1) запрещает это.
Квакер Уильям Пенн, пострадавший от религиозных преследований, предложил убежище другим гонимым за веру. Множество последователей Якоба Аммана, начиная с семей Detweiler и Sieber, приняли это предложение и поселились в округе Беркс штата Пенсильвания, в 1736 году. Многие из них поселились недалеко от города Ланкастер того же штата, где были одна из самых плодородных в мире не орошаемых сельхозугодий. К 1770 году миграция амишей в основном прекратилась.

## Религиозные практики
В общинах скромников обычно есть епископы, каждый из которых руководит одной конгрегацией. Некоторые собираются в церковных зданиях, но большинство проводит встречи на дому одного из своих людей. Епископы обычно избираются большинством голосов как отражением воли Бога. Поскольку епископ стремится сохранить своё влияние, он скорее будет стремиться к достижению согласия, консенсуса между людьми конгрегации, нежели к директивному управлению.
Наибольшее влияние имеют решения епископа, основанные на «Орднунге». «Орднунг» — в значительной мере неписаный кодекс поведения, устанавливающий правила насчёт одежды, транспортных средств, использования современных технологий. Порядок, установленный «Орднунгом», слегка отличается в разных конгрегациях, но суть его остаётся той же. Правящий конгрегацией епископ может вносить в этот порядок небольшие изменения время от времени, а также делать для кого-то исключения. Например, один фермер получил от епископа разрешение на покупку современного трактора, по уважительной причине: фермер страдал артритом, и у него не было детей или других родственников, кто мог бы ему помочь запрягать лошадей.

## Тенденции
Амиши старого обряда — почти что самая быстрорастущая человеческая популяция в мире. У них запрещено использование контрацепции и, при том, низкая младенческая смертность. В среднем у одной женщины-амишки рождаются живыми не менее семи детей. В других общинах скромников, исповедующих такие же или подобные доктрины, можно ожидать столь же бурного роста населения.
Но, несмотря на всё это, доля пенсильванских немцев (включая и амишей, и меннонитов старого обряда) среди всего населения штата Пенсильвания сокращается. Это связано и с ростом цен на землю сельскохозяйственного назначения, в результате чего многие из них вынуждены покидать обжитые места и расселяться по всей территории США и по всему миру, и с тем, что на их место приезжают англоговорящие люди из Филадельфии, которые тоже расселяются по пригородным и сельским районам. Исследователь Дональд Крайбилл утверждает, что общины скромников существуют в 47 штатах США.
Среди людей в возрасте от пяти лет и старше, проживающих в округе Ланкастер штата Пенсильвания, в 2000 году:
- 89 % говорят дома по-английски;
- 7 % говорят на пенсильванском диалекте немецкого;
- 4 % говорят на испанском языке[10].

В большинстве скромнических общин не допускается приём детей в члены церкви (в частности, крещение младенцев без их осознанного выбора веры и добровольного согласия), и не применяются санкции против тех из них, кто и потом решит не вступать в члены церкви. Но те, кто уже стали членами церкви, а потом отпали от неё, подвергаются избеганию. В некоторых конгрегациях амишей старого обряда подростки, ещё не принявшие крещения, не сделавшие свой выбор, называются «румспринга», и им прощаются некоторые нарушения, которые не прощаются взрослым амишам, уже ставшим членами церкви.

## Здоровье
Пенсильванские немцы обычно не занимаются прозелитизмом (обращением новых людей со стороны в свою веру) и не одобряют межнациональные браки. Из-за близкого кровного родства, некоторые генетические заболевания встречаются более часто. Врач Холмс Мортон основал Клинику для детей с особенностями, для того чтобы изучать и излечивать семьи с такими проблемами.
В общинах скромников обычно запрещено обращаться к услугам страхования любого вида. Вместо этого члены общины стараются добровольно помогать друг другу в случае болезни, чрезвычайного происшествия или ущерба имуществу. В соответствии «Internal Revenue Service Form 4029» для них предусмотрено освобождение от уплаты налогов в фонд социального страхования США при соблюдении ряда условий, и члены таких общин не платят этих налогов и взносов, но и не получают от системы социального страхования никаких выплат в случае смерти, инвалидности или старости.